# Muricopsis (Muricopsis) haidari
Muricopsis (Muricopsis) haidari is een slakkensoort uit de familie van de Muricidae. De wetenschappelijke naam van de soort is voor het eerst geldig gepubliceerd in 2003 door Houart.